# Tegernsee (comună)

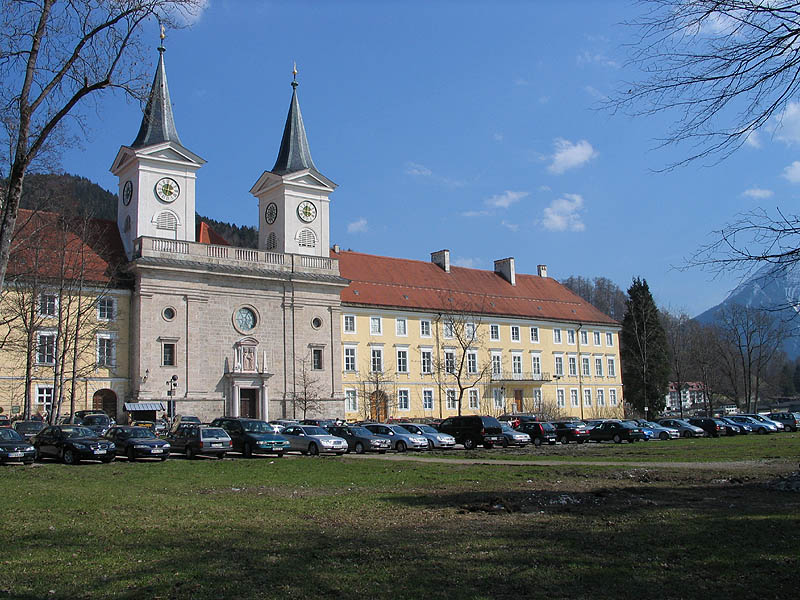
Tegernsee

Tegernsee este un oraș din districtul Miesbach, regiunea administrativă Bavaria Superioară, landul Bavaria, Germania.